# 東洋クロス
東洋クロス株式会社（とうようクロス）は、大阪市中央区に本社を置く、主に布や紙、不織布、フィルムなどへのコーティング品の製造を行う企業である。東洋紡の連結子会社。

## 概要・沿革
日本で最初のブッククロス事業に着手後、そのコーティング技術を生かし、ポリ塩化ビニルレザー、合成皮革、フィルムコーティング品などを製造する。
- 1919年 - 京都染再生株式会社設立。
- 1926年 - 社名を東洋クロス株式会社に変更。
- 1938年 - 東洋紡株式会社の系列会社となる
- 1944年 - 塩化ビニルレザー製品の生産販売に着手
- 1952年 - 大阪証券取引所に上場
- 1963年 - ウレタン樹脂合成皮革の生産販売を開始
- 1989年 - 岩国事業所が竣工。
- 2004年 - 東洋紡績の連結子会社となる。
- 2006年 - ケミカルエッチング新工場竣工。ケミカルエッチング機増設。
- 2009年9月1日 - 東洋紡との間で株式交換を行い、同社の完全子会社となる。フィルム新工場竣工。
- 2011年 - フィルム用クリーンコーター増設。

## 事業内容
- ブッククロス、その他各種クロスの製造、販売
- 合成皮革、塩化ビニルレザー、ノンハロゲンレザー等の製造、販売
- ボンディング製品の加工、販売
- 合成フィルム、合成樹脂加工品の加工、販売
- 関連する二次製品の加工、販売、またそれぞれに附帯する事業

## 所在地
- 本店・樽井事業所 - 大阪府泉南市樽井6-29-1
- 本社事務所 - 大阪市中央区久太郎町2-4-27 堺筋本町TFビル4階
- 東京支店 - 東京都中央区京橋1丁目17-10　住友商事京橋ビル2階（総合受付5階）
- 岩国事業所 - 山口県岩国市灘町10-10

## 関連会社
- 株式会社三新

## その他
樽井事業所、岩国事業所ともにISO14001並びにISO9001を取得している。